# Lauterbrunnen
Lauterbrunnen és un poble i municipi situat al districte d'Interlaken-Oberhasli, al cantó suís de Berna.
El municipi comprèn la major part de la vall de Lauterbrunnen (alemany: Lauterbrunnental), el Soustal, el Sefinental, la part superior de la vall de Lauterbrunnen, amb el Untersteinberg i diverses glaceres, com ara la Tschingelfirn i el Rottalgletscher, molts prats alpins i pics, com ara el Schilthorn, el Bietenhorn, el Schwarzmönch i el Silberhorn, i, finalment, els pobles de Lauterbrunnen, Wengen, Mürren, Gimmelwald, Stechelberg i Isenfluh, a més d'enclavaments de població més petits. La població del poble de Lauterbrunnen és inferior a la de Wengen, però més gran que la de la resta de pobles.
El poema de Johann Wolfgang von Goethe Gesang der Geister über den Wassern (traducció literal: Cançó dels esperits de sobre les aigües) fou escrit mentre l'autor es trobava en una casa propera a la cascada del Staubbach, a Lauterbrunnen.
J. R. R. Tolkien va fer una excursió entre Interlaken i la vall de Lauterbrunnen mentre es trobava de viatge al continent, el 1911. El paisatge de la vall va proveir el concepte i model pictòric per alguns dels escenaris de les seves obres, com ara la vall de Rivendell, llar de l'elf Elrond i el seu poble.
Lauterbrunnen també apareix en diverses escenes de la pel·lícula de James Bond de 1969 007 al servei secret de Sa Majestat, inclosa una seqüència en la que Bond (interpretat per l'actor George Lazenby) és apartat dels homes d'Ernst Stavro Blofeld per la seva parella, la comtessa Teresa di Vincenzo (Diana Rigg), en una dramàtica persecució en cotxe.

## Geografia

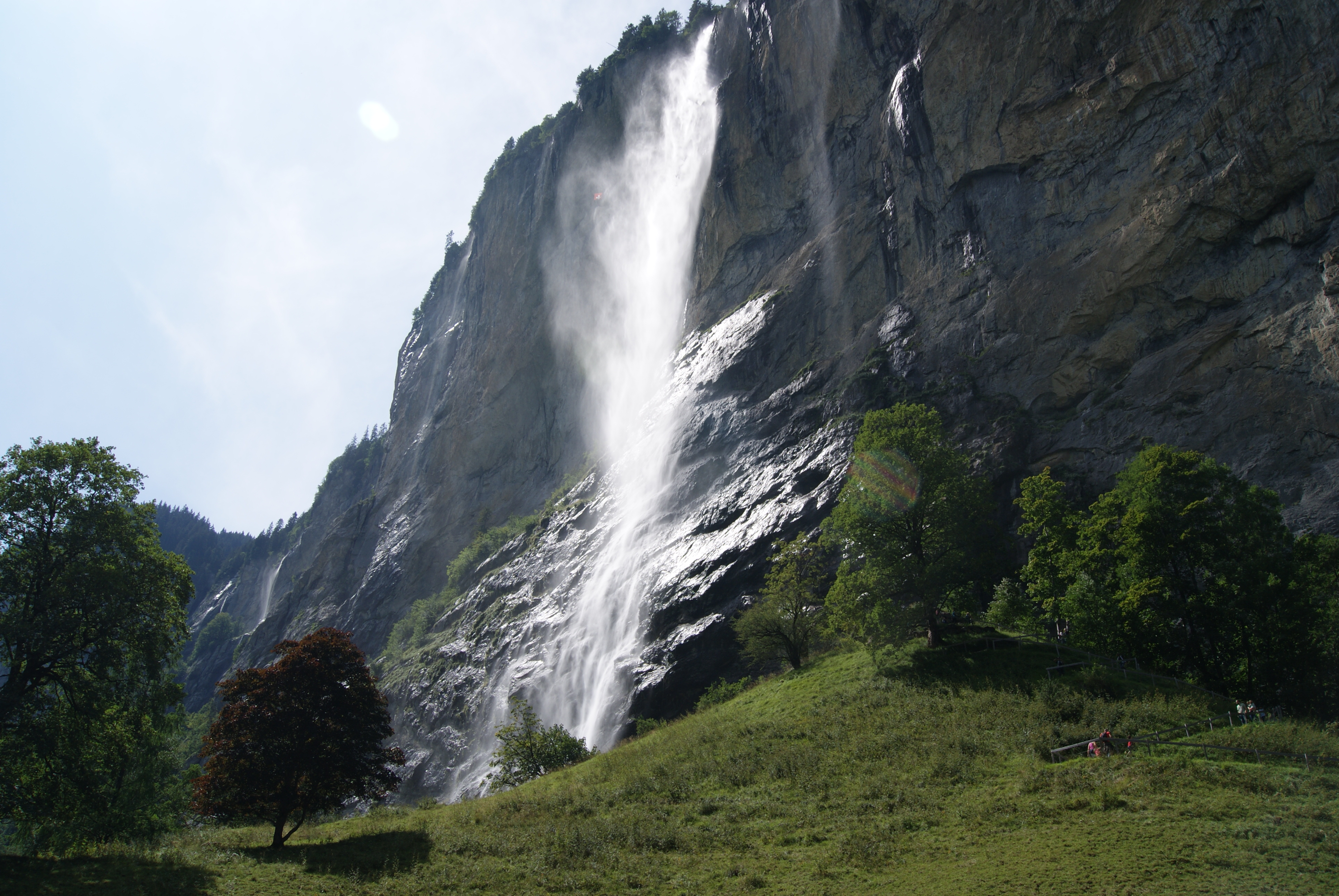
L'Staubbachfall

La Comuna de Lauterbrunnen està situada a la regió de l'Oberland bernès, a prop de la ciutat històrica d'Interlaken. Limita al nord amb les comunitats de Saxeten, Wilderswil, Gündlischwand i Lütschental, a l'est amb Grindelwald, al sud amb Blatten (Lötschen) (VS) i Fieschertal (VS), i a l'est amb Kandersteg, Reichenbach im Kandertal i Aeschi bei Spiez.
La comuna comprèn les localitats de: Eiger Glacier, Gimmelwald, Isenfluh, Mürren, Stechelberg i Wengen, la majoria coneguda com a estacions d'esports d'hivern. A Wengen, hi ha una autèntica varietat d'etapes de la copa del món d'esquí alpí.
Al Lauterbrunnen es troba la cascada del Staubbach. És el tercer sant d'aigua més alt de Suïssa amb 300 metres d'altura. Forma part d'un grup de 72 cascades que es troben a la vall de Lauterbrunnen.